# Brittiska ockupationszonen

Ockupationszonerna i Berlin.

Den Brittiska ockupationszonen var en av de fyra ockupationszoner som bildades efter Nazitysklands villkorslösa kapitulation och upplösning i slutet av andra världskriget 1945.
Segrarmakternas inbördes indelning av efterkrigs-Tysklands ockupationszoner definierades i Londonprotokollet. I dessa ingick dock inte Berlin (Stor-Berlin), som utgjorde en särskild, gemensamt ockuperad del men delades in i sektorer för respektive ockupationsmakts förvaltning.
Som för alla zoner, låg huvudorten officiellt i Berlin. I praktiken låg det brittiska militära högkvarteret i Bad Oeynhausen och den brittiska militärregeringen höll till i Lübbecke, Herford och Minden.

## Utsträckning
Den omfattade följande områden:
- De preussiska provinserna Hannover, Schleswig-Holstein och  Westfalen;
- Den preussiska Rhenprovinsens regeringsområden Aachen, Düsseldorf och Köln;
- De tyska småstaterna Braunschweig (utom Calvörde och Blankenburg),  Lippe, Oldenburg (utom exklaven Birkenfeld), Schaumburg-Lippe;
- Den fria hansestaden Hamburg.

### Berlinsektorn
Brittiska trupper anlände till Berlin och tog över sin sektor 3-4 juli 1945. Initialt omfattade deras sektor även områdena Wedding och Reinickendorf, som i augusti skulle bli en fransk sektor. Från och med 13 augusti 1945 omfattade Storbritanniens Berlinsektor följande Bezirke (stadsdelsområden): Charlottenburg, Spandau, Tiergarten och Wilmersdorf.

## Västtysklands grundande
I den brittiska ockupationszonen hade det till början av 1947 bildats fyra förbundsländer: Hamburg, Niedersachsen, Nordrhein-Westfalen och Schleswig-Holstein. År 1949 bildade dessa, tillsammans med förbundsländerna i den amerikanska och i den franska zonen, Förbundsrepubliken Tyskland, informellt ofta kallat Västtyskland för att skilja det från grannen i öst.
Ockupationszonerna i det västtyska området kvarstod under en övergångstid med ökande självständighet för den nya staten, och upplöstes efter ikraftträdandet av Parisfördragen i maj 1955.